# Olympische Sommerspiele 2012/Teilnehmer (Mexiko)
| Gelbes Symbol für Goldmedaillen mit stilisierten Olympischen Ringen | Graues Symbol für Silbermedaillen mit stilisierten Olympischen Ringen | Braundes Symbol für Bronzemedaillen mit stilisierten Olympischen Ringen |
| ------------------------------------------------------------------- | --------------------------------------------------------------------- | ----------------------------------------------------------------------- |
| 1                                                                   | 3                                                                     | 3                                                                       |

Mexiko nahm in London an den Olympischen Spielen 2012 teil. Es war die insgesamt 22. Teilnahme an Olympischen Sommerspielen. Vom Comité Olímpico Mexicano wurden insgesamt 102 Athleten in 21 Sportarten nominiert.

## Teilnehmer nach Sportarten

### Badminton
| Athleten         | Wettbewerb | Gruppenphase          | Gruppenphase                         | Gruppenphase | Gruppenphase | Achtelfinale  | Achtelfinale  | Viertelfinale | Viertelfinale | Halbfinale    | Halbfinale    | Finale        | Finale        | Rang |
| Athleten         | Wettbewerb | Gegner                | Ergebnis                             | Punkte       | Rang         | Gegner        | Ergebnis      | Gegner        | Ergebnis      | Gegner        | Ergebnis      | Gegner        | Ergebnis      | Rang |
| ---------------- | ---------- | --------------------- | ------------------------------------ | ------------ | ------------ | ------------- | ------------- | ------------- | ------------- | ------------- | ------------- | ------------- | ------------- | ---- |
| Frauen           |            |                       |                                      |              |              |               |               |               |               |               |               |               |               |      |
| Victoria Montero | Einzel     | A. Nieminen Tai T. Y. | 0:2 (12:21, 18:21) 0:2 (6:21, 10:21) | 0:4 (46:84)  | 3            | ausgeschieden | ausgeschieden | ausgeschieden | ausgeschieden | ausgeschieden | ausgeschieden | ausgeschieden | ausgeschieden | 33   |

### Bogenschießen
| Athleten                                     | Wettbewerb | Qualifikation | Qualifikation | 1. Runde            | 1. Runde | 2. Runde      | 2. Runde | Achtelfinale    | Achtelfinale  | Viertelfinale | Viertelfinale | Halbfinale     | Halbfinale    | Finale        | Finale        | Rang   |
| Athleten                                     | Wettbewerb | Ringe         | Rang          | Gegner              | Ergebnis | Gegner        | Ergebnis | Gegner          | Ergebnis      | Gegner        | Ergebnis      | Gegner         | Ergebnis      | Gegner        | Ergebnis      | Rang   |
| -------------------------------------------- | ---------- | ------------- | ------------- | ------------------- | -------- | ------------- | -------- | --------------- | ------------- | ------------- | ------------- | -------------- | ------------- | ------------- | ------------- | ------ |
| Frauen                                       |            |               |               |                     |          |               |          |                 |               |               |               |                |               |               |               |        |
| Alejandra Valencia                           | Einzel     | 657           | 13            | Reena Parnat        | 7:1      | Cheng Ming    | 1:7      | ausgeschieden   | ausgeschieden | ausgeschieden | ausgeschieden | ausgeschieden  | ausgeschieden | ausgeschieden | ausgeschieden | 17     |
| Aída Román                                   | Einzel     | 658           | 11            | A. Bannowa          | 6:2      | Bombayla Devi | 6:2      | Miki Kanie      | 7:3           | Pia Lionetti  | 6:2           | Mariana Avitia | 6:2           | Ki Bo-bae     | 5:6           | Silber |
| Mariana Avitia                               | Einzel     | 659           | 10            | Zahra Dehghanabnavi | 6:2      | N. Folkard    | 6:2      | C. Christiansen | 6:2           | Lee Sung-jin  | 6:2           | Aída Román     | 2:6           | Khatuna Lorig | 6:2           | Bronze |
| Alejandra Valencia Aida Román Mariana Avitia | Mannschaft | 1974          | 4             | –                   | –        | –             | –        | Freilos         | Freilos       | Japan         | 209:219       | ausgeschieden  | ausgeschieden | ausgeschieden | ausgeschieden | 7      |
| Männer                                       |            |               |               |                     |          |               |          |                 |               |               |               |                |               |               |               |        |
| Juan René Serrano                            | Einzel     | 665           | 29            | Marco Galiazzo      | 6:2      | Larry Godfrey | 1:7      | ausgeschieden   | ausgeschieden | ausgeschieden | ausgeschieden | ausgeschieden  | ausgeschieden | ausgeschieden | ausgeschieden | 17     |
| Luis Vélez                                   | Einzel     | 665           | 26            | Milad Teymoorlooei  | 7:1      | Dai Xiaoxiang | 0:6      | ausgeschieden   | ausgeschieden | ausgeschieden | ausgeschieden | ausgeschieden  | ausgeschieden | ausgeschieden | ausgeschieden | 17     |
| Luis Álvarez                                 | Einzel     | 665           | 30            | Jawor Christow      | 6:0      | Oh Jin-hyek   | 4:6      | ausgeschieden   | ausgeschieden | ausgeschieden | ausgeschieden | ausgeschieden  | ausgeschieden | ausgeschieden | ausgeschieden | 17     |
| Juan René Serrano Luis Vélez Luis Álvarez    | Mannschaft | 1995          | 7             | –                   | –        | –             | –        | Malaysia        | 216:211       | Frankreich    | 220:212       | Italien        | 215:217       | Südkorea      | 219:224       | 4      |

### Boxen
| Athleten     | Wettbewerb              | 1. Runde       | 1. Runde             | Achtelfinale  | Achtelfinale         | Viertelfinale  | Viertelfinale         | Halbfinale    | Halbfinale    | Finale        | Finale        | Rang |
| Athleten     | Wettbewerb              | Gegner         | Ergebnis             | Gegner        | Ergebnis             | Gegner         | Ergebnis              | Gegner        | Ergebnis      | Gegner        | Ergebnis      | Rang |
| ------------ | ----------------------- | -------------- | -------------------- | ------------- | -------------------- | -------------- | --------------------- | ------------- | ------------- | ------------- | ------------- | ---- |
| Männer       |                         |                |                      |               |                      |                |                       |               |               |               |               |      |
| Óscar Valdez | Bantamgewicht bis 56 kg | Shiva Thapa    | 14:9 (4:2, 3:4, 7:3) | Anvar Yunusov | 13:7 (2:1, 7:4, 4:2) | John Joe Nevin | 13:19 (5:5, 4:7, 4:7) | ausgeschieden | ausgeschieden | ausgeschieden | ausgeschieden | 5    |
| Óscar Molina | Weltergewicht bis 69 kg | Custio Clayton | 8:12 (1:1, 2:5, 5:6) | ausgeschieden | ausgeschieden        | ausgeschieden  | ausgeschieden         | ausgeschieden | ausgeschieden | ausgeschieden | ausgeschieden | 17   |

### Fechten
| Athleten        | Wettbewerb     | 1. Runde     | 1. Runde | 2. Runde  | 2. Runde | Achtelfinale  | Achtelfinale  | Viertelfinale | Viertelfinale | Halbfinale    | Halbfinale    | Finale        | Finale        | Rang |
| Athleten        | Wettbewerb     | Gegner       | Ergebnis | Gegner    | Ergebnis | Gegner        | Ergebnis      | Gegner        | Ergebnis      | Gegner        | Ergebnis      | Gegner        | Ergebnis      | Rang |
| --------------- | -------------- | ------------ | -------- | --------- | -------- | ------------- | ------------- | ------------- | ------------- | ------------- | ------------- | ------------- | ------------- | ---- |
| Frauen          |                |              |          |           |          |               |               |               |               |               |               |               |               |      |
| Úrsula González | Säbel Einzel   | –            | –        | Kim J.Y.  | 3:15     | ausgeschieden | ausgeschieden | ausgeschieden | ausgeschieden | ausgeschieden | ausgeschieden | ausgeschieden | ausgeschieden | 28   |
| Männer          |                |              |          |           |          |               |               |               |               |               |               |               |               |      |
| Daniel Gómez    | Florett Einzel | B. Jovanović | 15:14    | M.Jianfei | 9:15     | ausgeschieden | ausgeschieden | ausgeschieden | ausgeschieden | ausgeschieden | ausgeschieden | ausgeschieden | ausgeschieden | 29   |

### Fußball
| Wettbewerb    | Männer |
| ------------- | --- |
| Athleten      | Jesús Corona Dárvin Chávez José Rodríguez Héctor Herrera Israel Jiménez Javier Cortés Carlos Salcido Marco Fabián Hiram Mier Oribe Peralta Giovani dos Santos Miguel Ángel Ponce Javier Aquino Néstor Araujo Diego Reyes Jorge Enríquez Raúl Jiménez Néstor Vidrio |
| Trainer       | Luis Fernando Tena |
| Gruppenphase  | Südkorea 0:0 Gabun 2:0 (0:0) Schweiz 1:0 (0:0) |
| Viertelfinale | Senegal 4:2 n. V. (2:2, 1:0) |
| Halbfinale    | Japan 3:1 (1:1) |
| Finale        | Brasilien 2:1 (1:0) |

- siehe auch: Mexikanische Fußballnationalmannschaft (U-23-Männer)

### Gewichtheben
| Athleten    | Wettbewerb       | Reißen  | Reißen | Stoßen  | Stoßen | Zweikampf | Zweikampf | Rang |
| Athleten    | Wettbewerb       | Gewicht | Rang   | Gewicht | Rang   | Gewicht   | Rang      | Rang |
| ----------- | ---------------- | ------- | ------ | ------- | ------ | --------- | --------- | ---- |
| Frauen      |                  |         |        |         |        |           |           |      |
| Luz Acosta  | Klasse bis 63 kg | 99 kg   | 6      | 125 kg  | 5      | 224 kg    | 6         | 6    |
| Männer      |                  |         |        |         |        |           |           |      |
| José Montes | Klasse bis 56 kg | 112 kg  | 15     | 157 kg  | 5      | 269 kg    | 6         | 6    |

### Judo
| Athleten                 | Wettbewerb        | 1. Runde Round of 64 | 1. Runde Round of 64   | 2. Runde Round of 32 | 2. Runde Round of 32 | Achtelfinale Round of 16 | Achtelfinale Round of 16 | Viertelfinale Quarter Final | Viertelfinale Quarter Final | Hoffnungsrunde Halbfinale Repechage | Hoffnungsrunde Halbfinale Repechage | Halbfinale    | Halbfinale    | Hoffnungsrunde Finale Bronze Medal | Hoffnungsrunde Finale Bronze Medal | Finale        | Finale        | Rang |
| Athleten                 | Wettbewerb        | Gegner               | Ergebnis               | Gegner               | Ergebnis             | Gegner                   | Ergebnis                 | Gegner                      | Ergebnis                    | Gegner                              | Ergebnis                            | Gegner        | Ergebnis      | Gegner                             | Ergebnis                           | Gegner        | Ergebnis      | Rang |
| ------------------------ | ----------------- | -------------------- | ---------------------- | -------------------- | -------------------- | ------------------------ | ------------------------ | --------------------------- | --------------------------- | ----------------------------------- | ----------------------------------- | ------------- | ------------- | ---------------------------------- | ---------------------------------- | ------------- | ------------- | ---- |
| Frauen                   |                   |                      |                        |                      |                      |                          |                          |                             |                             |                                     |                                     |               |               |                                    |                                    |               |               |      |
| Vanessa Martina Zambotti | Klasse über 78 kg | T. Wen               | Niederlage durch Ippon | ausgeschieden        | ausgeschieden        | ausgeschieden            | ausgeschieden            | ausgeschieden               | ausgeschieden               | ausgeschieden                       | ausgeschieden                       | ausgeschieden | ausgeschieden | ausgeschieden                      | ausgeschieden                      | ausgeschieden | ausgeschieden | 17   |
| Männer                   |                   |                      |                        |                      |                      |                          |                          |                             |                             |                                     |                                     |               |               |                                    |                                    |               |               |      |
| Nabor Castillo           | Klasse bis 60 kg  | -                    | -                      | R. Khom              | Sieg durch Ippon     | E. Verde                 | Niederlage durch Yuko    | ausgeschieden               | ausgeschieden               | ausgeschieden                       | ausgeschieden                       | ausgeschieden | ausgeschieden | ausgeschieden                      | ausgeschieden                      | ausgeschieden | ausgeschieden | 9    |

### Kanu

#### Kanurennsport
| Athleten       | Wettbewerb | Vorlauf  | Vorlauf | Halbfinale | Halbfinale | Finale            | Finale | Rang |
| Athleten       | Wettbewerb | Zeit     | Rang    | Zeit       | Rang       | Zeit              | Rang   | Rang |
| -------------- | ---------- | -------- | ------- | ---------- | ---------- | ----------------- | ------ | ---- |
| Männer         |            |          |         |            |            |                   |        |      |
| José Cristobal | C-1 200 m  | 44,459   | 4       | 44,571     | 7          | -                 | -      | 20   |
| José Cristobal | C-1 1000 m | 3:58,673 | 4       | 3:54,590   | 5          | B-Finale 3:56,118 | 2      | 10   |

### Leichtathletik
Laufen und Gehen
| Athleten            | Wettbewerb  | Vorlauf | Vorlauf | Halbfinale    | Halbfinale    | Finale        | Finale        | Rang |
| Athleten            | Wettbewerb  | Zeit    | Rang    | Zeit          | Rang          | Zeit          | Rang          | Rang |
| ------------------- | ----------- | ------- | ------- | ------------- | ------------- | ------------- | ------------- | ---- |
| Frauen              |             |         |         |               |               |               |               |      |
| Sandra López        | 5000 m      | –       | –       | 15:55,16      | 16            | ausgeschieden | ausgeschieden | –    |
| Marisol Romero      | Marathon    | –       | –       | –             | –             | 2:33:08       | 2:33:08       | 46   |
| Karina Pérez        | Marathon    | –       | –       | –             | –             | 2:33:30       | 2:33:30       | 50   |
| Mónica Equihua      | 20 km Gehen | –       | –       | –             | –             | 1:32:28       | 1:32:28       | 30   |
| Männer              |             |         |         |               |               |               |               |      |
| José Carlos Herrera | 200 m       | 21,17   | 7       | ausgeschieden | ausgeschieden | ausgeschieden | ausgeschieden | –    |
| Juan Luis Barrios   | 5000 m      | –       | –       | 13:21,01      | 9             | 13:45,30      | 8             | 8    |
| Diego Estrada       | 10.000 m    | –       | –       | –             | –             | 28:36,19      | 21            | 21   |
| Carlos Cordero      | Marathon    | –       | –       | –             | –             | 2:22:08       | 60            | 60   |
| Arturo Malaquías    | Marathon    | –       | –       | –             | –             | 2:26:37       | 70            | 70   |
| Daniel Vargas       | Marathon    | –       | –       | –             | –             | 2:18:26       | 39            | 39   |
| Ever Palma          | 20 km Gehen | –       | –       | –             | –             | 1:26:30       | 46            | 46   |
| Isaac Palma         | 20 km Gehen | –       | –       | –             | –             | 1:23:45       | 34            | 34   |
| Eder Sánchez        | 20 km Gehen | –       | –       | –             | –             | 1:19:52       | 6             | 6    |
| José Leyver         | 50 km Gehen | –       | –       | –             | –             | 3:55:00       | 28            | 28   |
| Horacio Nava        | 50 km Gehen | –       | –       | –             | –             | 3:46:59       | 16            | 16   |
| Omar Zepeda         | 50 km Gehen | –       | –       | –             | –             | 3:49:14       | 23            | 23   |

Springen und Werfen
| Athleten      | Wettbewerb  | Qualifikation | Qualifikation | Finale        | Finale        | Rang |
| Athleten      | Wettbewerb  | Weite/Höhe    | Rang          | Weite/Höhe    | Rang          | Rang |
| ------------- | ----------- | ------------- | ------------- | ------------- | ------------- | ---- |
| Männer        |             |               |               |               |               |      |
| Luis Rivera   | Weitsprung  | 7,42          | 32            | ausgeschieden | ausgeschieden | –    |
| Stephen Sáenz | Kugelstoßen | 18,65         | 32            | ausgeschieden | ausgeschieden | –    |

### Moderner Fünfkampf
| Athleten    | Fechten | Fechten | Schwimmen | Schwimmen | Reiten  | Reiten | Combined | Combined | Punkte | Rang |
| Athleten    | Bilanz  | Punkte  | Zeit      | Punkte    | Zeit    | Punkte | Zeit     | Punkte   | Punkte | Rang |
| ----------- | ------- | ------- | --------- | --------- | ------- | ------ | -------- | -------- | ------ | ---- |
| Frauen      |         |         |           |           |         |        |          |          |        |      |
| Tamara Vega | 16:19   | 784     | 2:18,72   | 1136      | 2:30,00 | 460    | –        | –        | 2380   | 36   |
| Männer      |         |         |           |           |         |        |          |          |        |      |
| Oscar Soto  | 16:19   | 784     | 2:10,98   | 1232      | 1:16,38 | 1176   | 10:34,42 | 2464     | 5656   | 14   |

### Radsport

#### Straße
| Athleten        | Wettbewerb    | Zeit           | Rang |
| --------------- | ------------- | -------------- | ---- |
| Frauen          |               |                |      |
| Ingrid Drexel   | Straßenrennen | über Zeitlimit |      |
| Männer          |               |                |      |
| Héctor Zamarrón | Straßenrennen | 5:46:37 h      | 39   |

### Reiten
| Athleten                                                          | Wettbewerb | Fehlerpunkte | Rang |
| ----------------------------------------------------------------- | ---------- | ------------ | ---- |
| Springen                                                          |            |              |      |
| Jaime Azcárraga auf Gangster                                      | Einzel     | 12           | 66   |
| Federico Fernández auf Victoria                                   | Einzel     | 11           | 53   |
| Alberto Michán auf Rosalia la Silla                               | Einzel     | 4            | 5    |
| Nicolás Pizarro auf Crossing Jordan                               | Einzel     | 28           | 44   |
| Jaime Azcárraga Federico Fernández Alberto Michán Nicolás Pizarro | Mannschaft | 4            | 9    |

### Ringen
| Athleten         | Wettbewerb        | 1. Runde       | 1. Runde   | Achtelfinale      | Achtelfinale  | Viertelfinale | Viertelfinale | Halbfinale    | Halbfinale    | Hoffnungsrunde Viertelfinale | Hoffnungsrunde Viertelfinale | Hoffnungsrunde Halbfinale | Hoffnungsrunde Halbfinale | Hoffnungsrunde Finale | Hoffnungsrunde Finale | Finale        | Finale        | Rang |
| Athleten         | Wettbewerb        | Gegner         | Ergebnis   | Gegner            | Ergebnis      | Gegner        | Ergebnis      | Gegner        | Ergebnis      | Gegner                       | Ergebnis                     | Gegner                    | Ergebnis                  | Gegner                | Ergebnis              | Gegner        | Ergebnis      | Rang |
| ---------------- | ----------------- | -------------- | ---------- | ----------------- | ------------- | ------------- | ------------- | ------------- | ------------- | ---------------------------- | ---------------------------- | ------------------------- | ------------------------- | --------------------- | --------------------- | ------------- | ------------- | ---- |
| Freistil Männer  |                   |                |            |                   |               |               |               |               |               |                              |                              |                           |                           |                       |                       |               |               |      |
| Guillermo Torres | Klasse bis 60 kg  | M. Esmaeilpoor | Niederlage | ausgeschieden     | ausgeschieden | ausgeschieden | ausgeschieden | ausgeschieden | ausgeschieden | ausgeschieden                | ausgeschieden                | ausgeschieden             | ausgeschieden             | ausgeschieden         | ausgeschieden         | ausgeschieden | ausgeschieden | 16   |
| Jesse Ruíz       | Klasse bis 120 kg | D. Shabanbay   | Niederlage | D. Modzmanashvili | Niederlage    | ausgeschieden | ausgeschieden | ausgeschieden | ausgeschieden | ausgeschieden                | ausgeschieden                | ausgeschieden             | ausgeschieden             | ausgeschieden         | ausgeschieden         | ausgeschieden | ausgeschieden | 18   |

### Rudern
| Athleten        | Wettbewerb | Vorlauf | Vorlauf | Hoffnungslauf | Hoffnungslauf | Viertelfinale | Viertelfinale | Halbfinale                  | Halbfinale | Finale           | Finale | Rang |
| Athleten        | Wettbewerb | Zeit    | Rang    | Zeit          | Rang          | Zeit          | Rang          | Zeit                        | Rang       | Zeit             | Rang   | Rang |
| --------------- | ---------- | ------- | ------- | ------------- | ------------- | ------------- | ------------- | --------------------------- | ---------- | ---------------- | ------ | ---- |
| Frauen          |            |         |         |               |               |               |               |                             |            |                  |        |      |
| Debora Oakley   | Einer      | 8:00,17 | 4       | –             | –             | 8:10,97       | 4             | für C- und D-Finale 8:14,03 | 5          | D-Finale 8:40,70 | 4      | 22   |
| Männer          |            |         |         |               |               |               |               |                             |            |                  |        |      |
| Patrick Loliger | Einer      | 6:51,78 | 3       | –             | –             | 7:00,20       | 4             | für C- und D-Finale 7:29,82 | 2          | C-Finale 7:20,10 | 2      | 14   |

### Schießen
| Athleten         | Wettbewerb                          | Qualifikation | Qualifikation | Finale | Finale | Ringe | Rang |
| Athleten         | Wettbewerb                          | Ringe         | Rang          | Ringe  | Rang   | Ringe | Rang |
| ---------------- | ----------------------------------- | ------------- | ------------- | ------ | ------ | ----- | ---- |
| Frauen           |                                     |               |               |        |        |       |      |
| Alejandra Zavala | Luftpistole 10 m                    | 380           | 19            | –      | –      | 380   | 19   |
| Rosa Peña        | Luftgewehr 10 m                     | 392           | 35            | –      | –      | 392   | 35   |
| Alexis Martínez  | Sportgewehr Dreistellungskampf 50 m | 572           | 39            | –      | –      | 572   | 39   |
| Männer           |                                     |               |               |        |        |       |      |
| Javier Rodríguez | Skeet                               | 114           | 24            | –      | –      | 114   | 24   |

### Schwimmen
| Athleten            | Wettbewerb          | Vorlauf  | Vorlauf | Halbfinale    | Halbfinale    | Finale        | Finale        | Rang |
| Athleten            | Wettbewerb          | Zeit     | Rang    | Zeit          | Rang          | Zeit          | Rang          | Rang |
| ------------------- | ------------------- | -------- | ------- | ------------- | ------------- | ------------- | ------------- | ---- |
| Frauen              |                     |          |         |               |               |               |               |      |
| Liliana Ibañez      | 100 m Freistil      | 55,71    | 2       | ausgeschieden | ausgeschieden | ausgeschieden | ausgeschieden | 25   |
| Liliana Ibañez      | 200 m Freistil      | 2:01,36  | 3       | ausgeschieden | ausgeschieden | ausgeschieden | ausgeschieden | 26   |
| Charetzeni Escobar  | 400 m Freistil      | 4:14,78  | 5       | ausgeschieden | ausgeschieden | ausgeschieden | ausgeschieden | 28   |
| Charetzeni Escobar  | 400 m Lagen         | 4:50,57  | 2       | ausgeschieden | ausgeschieden | ausgeschieden | ausgeschieden | 29   |
| Patricia Castaneda  | 800 m Freistil      | 8:44,44  | 4       | ausgeschieden | ausgeschieden | ausgeschieden | ausgeschieden | 27   |
| Rita Medrano        | 200 m Schmetterling | 2:11,42  | 8       | ausgeschieden | ausgeschieden | ausgeschieden | ausgeschieden | 23   |
| Fernanda González   | 100 m Rücken        | 1:01,28  | 23      | ausgeschieden | ausgeschieden | ausgeschieden | ausgeschieden | 23   |
| Fernanda González   | 200 m Rücken        | 2:12,75  | 3       | ausgeschieden | ausgeschieden | ausgeschieden | ausgeschieden | 24   |
| Erica Dittmer       | 200 m Lagen         | 2:16,54  | 5       | ausgeschieden | ausgeschieden | ausgeschieden | ausgeschieden | 27   |
| Lizeth Rueda        | 10 km Freiwasser    | –        | –       | –             | –             | 2:02:46,1     | 21            | 21   |
| Männer              |                     |          |         |               |               |               |               |      |
| Arturo Pérez Vertti | 1500 m Freistil     | 15:25,91 | 1       | ausgeschieden | ausgeschieden | ausgeschieden | ausgeschieden | 22   |
| Christian Schurr    | 200 m Brust         | 2:14,16  | 4       | ausgeschieden | ausgeschieden | ausgeschieden | ausgeschieden | 26   |

### Segeln
Fleet Race
| Athleten           | Wettbewerb      | Endstand | Endstand |
| Athleten           | Wettbewerb      | Punkte   | Rang     |
| ------------------ | --------------- | -------- | -------- |
| Frauen             |                 |          |          |
| Tania Calles       | Laser Radial    | 116      | 10       |
| Männer             |                 |          |          |
| David Mier         | Windsurfen RS:X | 254      | 32       |
| Ricardo Montemayor | Laser           | 320      | 38       |

### Synchronschwimmen
| Athletinnen                   | Wettbewerb | Qualifikation     | Qualifikation     | Qualifikation  | Qualifikation  | Qualifikation | Qualifikation | Finale         | Finale         | Finale           | Finale           |
| Athletinnen                   | Wettbewerb | Technische Kür TK | Technische Kür TK | Freie Kür FK-Q | Freie Kür FK-Q | Gesamt        | Gesamt        | Freie Kür FK-F | Freie Kür FK-F | Gesamt TK + FK-F | Gesamt TK + FK-F |
| Athletinnen                   | Wettbewerb | Punkte            | Rang              | Punkte         | Rang           | Punkte        | Rang          | Punkte         | Rang           | Punkte           | Rang             |
| ----------------------------- | ---------- | ----------------- | ----------------- | -------------- | -------------- | ------------- | ------------- | -------------- | -------------- | ---------------- | ---------------- |
| Frauen                        |            |                   |                   |                |                |               |               |                |                |                  |                  |
| Isabel Delgado Nuria Diosdado | Duett      | 83,000            | 18                | 83,610         | 17             | 166,610       | 18            | ausgeschieden  | ausgeschieden  | ausgeschieden    | 18               |

### Taekwondo
| Athleten             | Wettbewerb        | Achtelfinale | Achtelfinale | Viertelfinale | Viertelfinale | Halbfinale    | Halbfinale    | Hoffnungsrunde Halbfinale | Hoffnungsrunde Halbfinale | Hoffnungsrunde Finale           | Hoffnungsrunde Finale | Finale        | Finale        | Rang   |
| Athleten             | Wettbewerb        | Gegner       | Ergebnis     | Gegner        | Ergebnis      | Gegner        | Ergebnis      | Gegner                    | Ergebnis                  | Gegner                          | Ergebnis              | Gegner        | Ergebnis      | Rang   |
| -------------------- | ----------------- | ------------ | ------------ | ------------- | ------------- | ------------- | ------------- | ------------------------- | ------------------------- | ------------------------------- | --------------------- | ------------- | ------------- | ------ |
| Frauen               |                   |              |              |               |               |               |               |                           |                           |                                 |                       |               |               |        |
| Janet Alegría        | Klasse bis 49 kg  | R. Hatahet   | 12:1         | B. Yagüe      | 0:8           | –             | –             | C. Carstens               | 7:2                       | Bronze-Medal Match L. Zaninović | 5:6                   | –             | –             | 5      |
| María Espinoza       | Klasse über 67 kg | S. Davin     | 3:2          | M. Mandić     | 4:6           | –             | –             | T. Crawley                | 13:0                      | Bronze-Medal Match G. Hernández | 4:2                   | –             | –             | Bronze |
| Männer               |                   |              |              |               |               |               |               |                           |                           |                                 |                       |               |               |        |
| Diego García de León | Klasse bis 58 kg  | S. Khalil    | 4:9          | ausgeschieden | ausgeschieden | ausgeschieden | ausgeschieden | ausgeschieden             | ausgeschieden             | ausgeschieden                   | ausgeschieden         | ausgeschieden | ausgeschieden | 11     |
| Erick Osornio        | Klasse bis 68 kg  | M. Stamper   | 2:5          | ausgeschieden | ausgeschieden | ausgeschieden | ausgeschieden | ausgeschieden             | ausgeschieden             | ausgeschieden                   | ausgeschieden         | ausgeschieden | ausgeschieden | 11     |

### Tischtennis
| Athleten     | Wettbewerb | 1. Runde | 1. Runde | 2. Runde  | 2. Runde | 3. Runde      | 3. Runde      | 4. Runde      | 4. Runde      | Viertelfinale | Viertelfinale | Halbfinale    | Halbfinale    | Finale        | Finale        | Rang |
| Athleten     | Wettbewerb | Gegner   | Ergebnis | Gegner    | Ergebnis | Gegner        | Ergebnis      | Gegner        | Ergebnis      | Gegner        | Ergebnis      | Gegner        | Ergebnis      | Gegner        | Ergebnis      | Rang |
| ------------ | ---------- | -------- | -------- | --------- | -------- | ------------- | ------------- | ------------- | ------------- | ------------- | ------------- | ------------- | ------------- | ------------- | ------------- | ---- |
| Frauen       |            |          |          |           |          |               |               |               |               |               |               |               |               |               |               |      |
| Yadira Silva | Einzel     | A. Hsing | 0:4      | A. Bakula | 0:4      | ausgeschieden | ausgeschieden | ausgeschieden | ausgeschieden | ausgeschieden | ausgeschieden | ausgeschieden | ausgeschieden | ausgeschieden | ausgeschieden | 49   |

### Triathlon
| Athleten          | Wettbewerb | Zeit      | Rang |
| ----------------- | ---------- | --------- | ---- |
| Frauen            |            |           |      |
| Claudia Rivas     | Einzel     | 2:02:38 h | 21   |
| Männer            |            |           |      |
| Crisanto Grajales | Einzel     | 1:50:08 h | 28   |

### Turnen
| Athleten       | Wettbewerb    | Qualifikation | Qualifikation | Finale        | Finale        | Rang          |
| Athleten       | Wettbewerb    | Punkte        | Rang          | Punkte        | Rang          | Rang          |
| -------------- | ------------- | ------------- | ------------- | ------------- | ------------- | ------------- |
| Frauen         |               |               |               |               |               |               |
| Elsa Rodríguez | Boden         | 13,733        | 35            | ausgeschieden | ausgeschieden | ausgeschieden |
| Männer         |               |               |               |               |               |               |
| Daniel Corral  | Pauschenpferd | 12,333        | 61            | ausgeschieden | ausgeschieden | ausgeschieden |
| Daniel Corral  | Barren        | 15,433        | 8             | 15,333        | 5             | 5             |

### Wasserspringen
| Athleten                        | Wettbewerb            | Vorkampf | Vorkampf | Halbfinale    | Halbfinale    | Finale        | Finale        | Rang   |
| Athleten                        | Wettbewerb            | Punkte   | Rang     | Punkte        | Rang          | Punkte        | Rang          | Rang   |
| ------------------------------- | --------------------- | -------- | -------- | ------------- | ------------- | ------------- | ------------- | ------ |
| Frauen                          |                       |          |          |               |               |               |               |        |
| Laura Sánchez                   | Kunstspringen 3 m     | 320,15   | 9        | 336,50        | 7             | 362,40        | 3             | Bronze |
| Arantxa Chávez                  | Kunstspringen 3 m     | 225,45   | 29       | ausgeschieden | ausgeschieden | ausgeschieden | ausgeschieden | 29     |
| Paola Espinosa                  | Turmspringen 10 m     | 324,00   | 13       | 317,10        | 11            | 356,20        | 6             | 6      |
| Carolina Mendoza                | Turmspringen 10 m     | 286,95   | 21       | ausgeschieden | ausgeschieden | ausgeschieden | ausgeschieden | 21     |
| Paola Espinosa Alejandra Orozco | Synchronspringen 10 m |          |          |               |               | 343,32        | 2             | Silber |
| Männer                          |                       |          |          |               |               |               |               |        |
| Yahel Castillo                  | Kunstspringen 3 m     | 475,25   | 5        | 499,65        | 4             | 492,70        | 6             | 6      |
| Daniel Islas                    | Kunstspringen 3 m     | 410,60   | 23       | ausgeschieden | ausgeschieden | ausgeschieden | ausgeschieden | 23     |
| Germán Sánchez                  | Turmspringen 10 m     | 495,85   | 5        | 477,30        | 14            | ausgeschieden | ausgeschieden | 14     |
| Iván García                     | Turmspringen 10 m     | 491,70   | 6        | 497,40        | 10            | 521,65        | 7             | 7      |
| Yahel Castillo Julián Sánchez   | Synchronspringen 3 m  |          |          |               |               | 415,14        | 7             | 7      |
| Germán Sánchez Iván García      | Synchronspringen 10 m |          |          |               |               | 468,90        | 2             | Silber |